# Geschichte Panamas
Die Geschichte Panamas umfasst die Entwicklungen auf dem Gebiet der Republik Panama von der Urgeschichte bis zur Gegenwart.

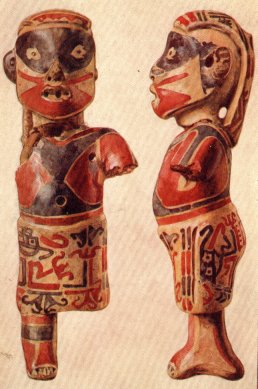
Präkolumbische Keramikfigur aus Talamancan, Panama

## Präkolumbische Zeit
Die Geschichte Panamas ist durch ein reichhaltiges präkolumbisches Erbe geprägt, welches sich über mehr als 12.000 Jahre erstreckt. Die ältesten Spuren dieser indigenen Völker sind unter anderem Pfeilspitzen. In Zentralpanama lagen die ersten Dörfer Amerikas, in denen Töpferei betrieben wurde, so zum Beispiel die Monagrillo-Kultur im Zeitraum von 2500 bis 1700 v. Chr. Aus diesen entwickelten sich bedeutende Ansiedlungen, deren Bekanntheitsgrad aus den Gräbern der Conte-Ausgrabungsstätte (500–900 n. Chr.) und der polychromen Töpferei des Coclé-Stils resultiert.

## Die Conquista und die frühkoloniale Zeit
Im Jahr 1501 brach Rodrigo de Bastidas aus Sevilla, der Christoph Kolumbus auf seiner zweiten Amerikareise begleitete, von der Atlantikküste des heutigen Kolumbiens auf, um die Küstenlinie des karibischen Meers zu kartographieren. Er erreichte La Punta de Manzanillo an Panamas oberer karibischer Küste, bevor er auf Grund des schlechten Schiffszustandes nach Santo Domingo zurückkehren musste. Er gilt als der erste Europäer, der diesen Teil des Isthmus, das Gebiet des heutigen Guna Yala, beanspruchte. Vor Ankunft der Europäer war Panama weitestgehend von den Völkern der Chibcha und Chocoa besiedelt, deren größte Gruppe die Cueva darstellten. Ein Jahr nach de Bastidas Ankunft in Panama segelte Christoph Kolumbus von den heutigen Gebieten Honduras und Costa Ricas in südlicher Richtung zum Isthmus. Kolumbus fertigte in dieser Zeit Karten der panamaischen Küstenlinie an und erkundete, im Gegensatz zu de Bastida, den westlichen Teil Panamas. Er landete an einem Platz namens Almirante und rückte in ein Gebiet vor, das er Veragua (deutsch: Wasser sehen) nannte. Er setzte seine Küstenfahrt bis zum Río Chagres fort, landete in Portobelo, einer natürlichen Bucht, die 1597 ein bedeutender Karibikhafen der spanischen Flotte werden sollte, und beendete schließlich seine Erkundungen in Del Retrete, nachdem er lediglich zwei Monate im Bereich des heutigen Panamas war.
Vasco Núñez de Balboa, ein Begleiter de Bastidas’, folgte 1513 Berichten der indigenen Bevölkerung, wonach es im Westen einen weiteren Ozean gab. Balboa gelang mit einer Truppe von 190 Mann die schwierige Überquerung des Isthmus zwischen Atlantik und Pazifik. Den Ozean, den er am 25. September 1513 als erster Europäer zu Gesicht bekam, nannte er Mar del Sur (Südmeer). Später setzte sich jedoch der Name Pazifik durch, der auf die erste Weltumsegelung unter Ferdinand Magellan zurückgeht.

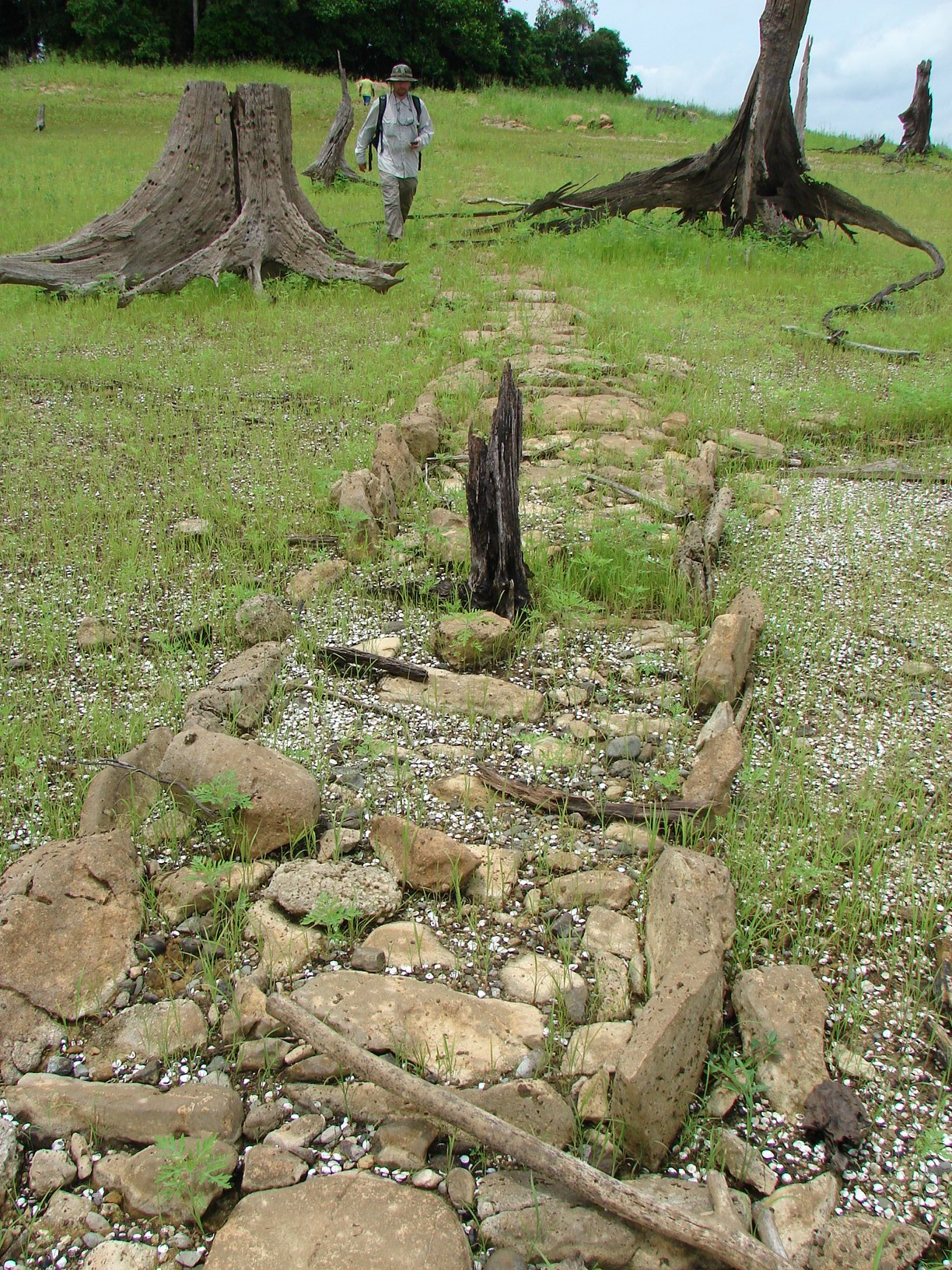
Camino Real in einem trockengefallenen Uferbereich des Alajuela-Stausees

Zentrum des kolonialen Panama wurde Panama-Stadt. 1519 von Pedro Arias Dávila gegründet wurde sie bald Sitz der Audiencia und Bischofssitz. Die Stadt an der geografisch bestgeeigneten Position für den interozeanischen Handel gelegen – obgleich in einer ungünstigen topographischen Lage – wurde wichtiger Umschlagplatz auf der Route zwischen Peru und Spanien. Gold und Silber wurden auf dem Seeweg nach Panama gebracht und von dort auf dem Landweg an die Karibikküste geschafft und von dort dann weiter nach Spanien verschifft. Es entwickelte sich ein System mit zwei Routen: dem Camino Real (deutsch: königlicher Weg) auf dem während der Trockenzeit von Dezember bis April das Gold und Silber auf dem Rücken von Maultieren transportiert wurde, und der Camino de Cruces (deutsch: Weg der Kreuze) der von Panama-Stadt auf dem Landweg nach Venta de Cruces führte, dort wurden die Güter in Boote umgeladen und über den Fluss Chagres zur Mündung gebracht. Der Camino de Cruces wurde vor allem während der Regenzeit für den allgemeinen Warenverkehr benutzt. Der Ursprung des Namens Camino de Cruces wird von der kreuzförmigen Form des Straßenpflasters abgeleitet.
Der Erfolg der spanischen Herrschaft stand in scharfem Kontrast zur Unterdrückung der indigenen Völker. Wenige Jahre nach der Conquista waren die einheimischen Völker weitgehend ausgerottet. Im späten 17. Jahrhundert war beispielsweise die Kultur der Cueva vollständig verschwunden. Die fehlenden Arbeitskräfte wurden vor allem durch afrikanische Sklaven ersetzt, die ab dem 16. Jahrhundert in großer Zahl nach Panama verschleppt wurden. Harte Arbeitsbedingungen und schlechte Behandlung waren die Auslöser für häufige Sklavenaufstände. Ins Hinterland entflohene Sklaven, sogenannte Cimarrones, gründeten eigene Siedlungen und führten von dort aus eine Art Guerillakrieg gegen die Spanier, oft im Bündnis mit Angehörigen indigener Völker, so unter dem afrikanischstämmigen Anführer Bayano in den 1550er Jahren. Bisweilen kam es sogar zu Allianzen mit Piraten wie 1573, als Cimarrones den englischen Freibeuter Francis Drake bei Angriffen auf spanische Silbertransporte nahe Nombre de Dios unterstützten.
Im Jahr 1671 wurde Panamá la Vieja durch den englischen Piraten Henry Morgan zerstört. Er kam über den Isthmus und griff die Stadt von der Landseite an, die danach in zehn Kilometer Entfernung an besser geeigneter Stelle neu gebaut wurde.
Ein schottischer Versuch, am Ende des 17. Jahrhunderts am Golf von Darién die Kolonie New Caledonia zu gründen und von dort aus Waren über den Isthmus zu transportieren, das sogenannte Darién-Projekt, scheiterte trotz hoher Investitionen. Der Bankier William Paterson (1658–1719) hatte für das Projekt 400.000 Pfund eingeworben, doch schließlich floss die Hälfte des schottischen Nationalvermögens in das erfolglose Unternehmen.
Panama unterstand von 1538 bis 1821 spanischer Herrschaft (Vizekönigreich Neugranada), und sein Schicksal war eng mit der geopolitischen Bedeutung des Isthmus für die spanische Krone verbunden. Die Bedeutung Panamas sank zum Ende des 17. Jahrhunderts in erheblichem Maße und verschwand Mitte des 18. Jahrhunderts fast völlig, als Spaniens Macht und Einfluss in Europa schwanden und spanische Schiffe mehrheitlich Kap Hoorn umsegelten, um den Pazifik zu erreichen. Die Strecke über Panama war zwar kurz, aber auch arbeitsintensiv und teuer, vor allem wegen des mehrfachen Ladungsumschlages und des aufwändigen Landtransportes. Zusätzlich war die Strecke über Panama durch (meist niederländische und englische) Piraten sowie Cimarrones bedroht.

## Panama seit dem 19. Jahrhundert
Das allgemeine Streben nach Unabhängigkeit in den Kolonien auf dem amerikanischen Kontinent berührte Panama zunächst nicht. Erst um 1820 – nach dem Eintreffen der ersten Druckpresse – intensivierten sich die Diskussionen um eine mögliche Unabhängigkeit von der spanischen Krone. Höhepunkt dieser Diskussionen war der Primer Grito de Independencia en la Villa de Los Santos, mit der die Stadt La Villa de Los Santos ihre Unabhängigkeit erklärte. Die konservativen Eliten in Veraguas und Panama-Stadt widersetzten sich dieser Erklärung. Zu denen, die die Unabhängigkeit ablehnte, gehörte auch der Kommandeur der Streitkräfte José de Fábrega, den die Befürworter der Unabhängigkeit jedoch auf ihre Seite ziehen konnten. Fábrega berief ein Treffen von Vertretern aller panamaischen Städte ein, wo sich Panama am 28. November 1821 von Spanien unabhängig erklärte und gleichzeitig dem Vizekönigreich Neugranada beitrat. Somit erlangte Panama – im Unterschied zu seinen Nachbarstaaten – seine Loslösung von Spanien ohne Blutvergießen. Im September 1830 trennte sich Panama unter der Führung von General José Domingo Espinar, dem lokalen Militärkommandanten, der sich wegen einer Versetzung gegen die Zentralregierung auflehnte, vom Rest Großkolumbiens. Als Bedingung für den Wiederbeitritt wurde die Direktherrschaft Simón Bolívars verlangt. Bolívar wies Espinars Forderungen zurück und verlangte seinerseits, dass sich die Provinz wieder der Zentralregierung unterwerfe. Im Rahmen der allgemeinen politischen Spannungen in den letzten Tagen Großkolumbiens putschte General Juan Eligio Alzuru gegen die Autorität Espinars. Anfang 1831 wurde Panama wieder Bestandteil dessen, was einmal Großkolumbien gewesen war, und wurde Teil einer neuen Union namens Republik Neugranada.
Im Juli 1831, als sich die neuen Staaten Venezuela und Ecuador konstituierten, erklärte der Isthmus erneut seine Unabhängigkeit, diesmal unter der Führung von General Alzuru als militärischem Oberkommandanten. Der Machtmissbrauch der kurzlebigen Administration Alzurus rief militärische Gegenmaßnahmen unter Colonel Tomás de Herrera hervor. Nach der Niederlage und der Exekution Alzurus im August wurden die alten Verbindungen mit Neugranada wiederhergestellt. Im November 1840, während eines aus einem Religionskonflikt entstandenen Bürgerkrieges, erklärten mehrere lokale Autoritäten ihre Unabhängigkeit, dem folgte auch General Herrera für den Isthmus. Panama erhielt den Namen Estado Libre del Istmo, zu deutsch: Freier Staat des Isthmus. Dieser neue Staat etablierte einige außenpolitische und wirtschaftliche Verbindungen und im März 1841 wurde eine Verfassung verabschiedet, die die Möglichkeit eines Wiederanschlusses an Neugranada innerhalb eines föderalen Systems eröffnete. Nach dem Ende des Bürgerkrieges wurde mit der neugranadischen Regierung über die Wiedervereinigung zum 31. Dezember 1841 verhandelt. Der Isthmus war insgesamt für 13 Monate unabhängig.
Wie so häufig in der neuen Welt, wurden die politischen und administrativen Strukturen nach der Unabhängigkeit von den Nachfahren der Kolonialaristokratie kontrolliert. Im Falle Panamas wurde diese Elite aus zehn erweiterten Familienkreisen gebildet. Obwohl Panama erhebliche Fortschritte in der Durchlässigkeit sozialer Schichten und der Integration von Minderheiten gemacht hat, wird das wirtschaftliche und gesellschaftliche Leben Panamas noch immer von einer kleinen Anzahl von Familien kontrolliert. Der abwertende Begriff unbekannten Ursprungs rabiblanco, was so viel heißt wie weißer Schwanz, wird seit Generationen für die Mitglieder dieser weißen Familien verwendet.
Im Jahre 1852 übernahm der Isthmus das trial by jury-Prinzip für Gerichtsverhandlungen, das heißt über Schuld und Unschuld entscheidet eine Jury, und 30 Jahre nach der internationalen Abschaffung der Sklaverei erklärte auch Panama diese für beendet und bekämpft sie seitdem. 1855 wurde die erste transkontinentale Eisenbahnlinie der neuen Welt eröffnet, die Panama Railway, die von Colón nach Panama-Stadt verläuft, um Glücksritter, die auf dem Weg zu den Goldfeldern in Kalifornien waren, schnell an den Pazifik transportieren zu können. Die Existenz dieser Bahnlinie machte erst die Überlegung über einen Panamaischen Kanal ernsthaft möglich.

## Jüngere panamaische Geschichte/Kanalbau
Die jüngere panamaische Geschichte wurde hauptsächlich vom Handel über den Isthmus und die Möglichkeit eines Kanalbaus als Ersatz für die schwierige Überlandroute geprägt. In den 1520er und 1530er Jahren bestellte die spanische Krone Gutachten über die Machbarkeit eines Kanalbaus über den Isthmus, aber diese Idee wurde schon bald nicht weiter verfolgt. Zwischen 1880 und 1889 versuchte die französische Compagnie Universelle du Canal Interocéanique unter der Leitung von Ferdinand de Lesseps, der erfolgreich den Sueskanal erbaut hatte, einen transpanamaischen Kanal auf Seehöhe. Die Firma wurde allerdings einerseits vor unüberwindbare Gesundheitsprobleme gestellt, wie z. B. Gelbfieber- und Malariaepidemien. Auf der anderen Seite standen ingenieurstechnische Herausforderungen, wie z. B. regelmäßige Erdrutsche und sehr weicher Boden. Schließlich scheiterte die Firma in einem spektakulären Finanzkollaps, was viele französische Finanziers nicht nur in den Bankrott stürzte, sondern für diese auch Gefängnisstrafen zur Folge hatte. 1894 wurde eine neue Firma gegründet, um einige Verluste der ursprünglichen Kanalbaufirma wieder wettzumachen.

## Panamakonflikt
US-Präsident Theodore Roosevelt überzeugte den Kongress, die nicht abgeschlossenen und verlassenen Arbeiten 1902 zu übernehmen. Die USA verlangten daraufhin die Übergabe des Isthmus von Kolumbien. Kolumbien verweigerte jedoch die Übergabe und Präsident Roosevelt schickte 1903 das US-Kriegsschiff USS Nashville dorthin. Die amerikanischen Soldaten gingen an Land, besetzten den Isthmus, töteten den lokalen Milizkommandeur und riefen den unabhängigen Staat Panama aus. Die USA installierten dann eine Regierung für Panama und ließen ein Abkommen, den Hay-Bunau-Varilla-Vertrag, unterzeichnen. Unterzeichner waren der damalige US-Außenminister, John Hay, und ein ehemaliger Mitarbeiter von Ferdinand de Lesseps, der französische Ingenieur Philippe Bunau-Varilla. Dieser Vertrag sicherte den USA die Hoheitsrechte über einen Streifen von 16 km Breite und 80 km Länge, dem späteren Panamakanal, und das Recht zu militärischen Interventionen in Panama. Der Kanal wurde vom US Army Corps of Engineers zwischen 1904 und 1914 gebaut; der nun existierende 83 Kilometer lange Kanal gilt als einer der größten Ingenieurserfolge. Am 5. Januar 1909 unterzeichnete die kolumbianische Regierung unter Rafael Reyes einen Kontrakt, der den Verlust der ehemaligen Provinz besiegeln sollte. Dieser Vertrag wurde wegen der starken Opposition, sowohl auf politischer als auch gesellschaftlicher Ebene, nicht ratifiziert. Weitere Verhandlungen veränderten das Vertragswerk schrittweise und es wurde schließlich am 21. Dezember 1921 unterzeichnet und die Unabhängigkeit Panamas formell anerkannt.

## Militärputsche
Zwischen 1903 und 1968 galt Panama als eine konstitutionelle Demokratie, die von einer kommerziell orientierten Oligarchie beherrscht wurde.
Die Verfassung von 1904 sah das allgemeine Wahlrecht für alle männlichen Panamaer über 21 Jahre vor. Das Wahlgesetz Nummer 98 vom 5. Juli 1941 gab darüber hinaus auch Frauen über 21 das aktive und passive Wahlrecht auf Provinzebene, wenn diese einen Universitätsabschluss, ein Lehramtsexamen, eine abgeschlossene Berufsausbildung oder den Besuch einer Sekundarschule vorweisen konnten. Das allgemeine aktive und passive Wahlrecht aller Panamaerinnen wurde erst am 1. März 1946 eingeführt.
Seit Beginn der 1950er Jahre begann das panamaische Militär, die politische Hegemonie der Oligarchen zu bekämpfen. Im Oktober 1968 wurde der zweimal gewählte und zweimal militärisch abgesetzte Präsident Arnulfo Arias Madrid nach nur zehn Tagen im Amt erneut abgesetzt, diesmal von der Nationalgarde. Eine Militärjunta etablierte sich, und der Kommandant der Nationalgarde, Brigadegeneral Omar Torrijos, ging als wichtigste Macht im politischen Leben Panamas hervor. Torrijos’ Regime galt als brutal und korrupt, aber er war ein charismatischer Führer, dessen innenpolitische Programme und Außenpolitik bei den von der Oligarchie weitestgehend ignorierten Bevölkerungsteilen, sowohl im ländlichen als auch im städtischen Raum, sehr populär waren. Vor allem machte er Panama zu einem Offshore-Finanzplatz und zu einer Steueroase. 1970 ließ er das Regelwerk für ausländische Investitionen radikal liberalisieren. Die Gründung von Banken wurde erleichtert, die Bankenaufsicht durch die Zentralbank abgeschafft und die Einrichtung von Nummernkonten ermöglicht.
Nach Auflösung der Junta wählte das Parlament am 11. Oktober 1972 Demetrios Lakas zum Präsidenten und Arturo Sucre Perreira zum Vizepräsidenten und General Omar Torrijos zum „Großen Führer der Revolution von Panama“.
Auf der Tagung des UN-Sicherheitsrates in Panama vom 15. bis 21. März 1973 wurde die von Panama vorgelegte Resolution zur Übertragung der Hoheitsrechte der Kanalzone an Panama von den USA durch ein Veto blockiert. Die USA argumentierten, dass ein neuer Vertrag ausgehandelt werde und dass der UN-Sicherheitsrat keinen Beschluss erzwingen könne, da auch die Interessen der USA berücksichtigt werden müssten.
General Torrijos starb bei einem Flugzeugattentat am 1. August 1981. Die genauen Umstände seines Todes wurden nie geklärt. John Perkins zufolge handelte es sich bei dem Absturz um Mord durch den US-amerikanischen Geheimdienst.
Der Tod Torrijos’ änderte zwar den Ton in der panamaischen Politik, aber nicht die grundsätzliche Richtung. Trotz der Verfassungsänderung 1983, die dem Militär eine politische Rolle untersagte, blieb die Dominanz der Panama Defense Forces (PDF) hinter einer zivilen Fassade bestehen. In dieser Zeit übernahm General Manuel Noriega die Kontrolle über die Streitkräfte und die Zivilregierung und richtete die sogenannten Batallones de la Dignidad (dt.: Bataillone der Würde) ein – paramilitärische Einheiten, die die Opposition unterdrücken sollten.
Am 7. September 1977 wurde eine Übereinkunft über den Transfer des Kanals, der Kanalzone sowie von 14 US-Armee-Stützpunkten innerhalb der Kanalzone von den USA an Panama für das Jahr 1999 unterzeichnet, unter der Bedingung, dass die USA dauerhaft das Recht zu einer militärischen Intervention haben. Einige Bereiche der Kanalzone und zunehmende Teile der Verantwortung über den Kanal wurden in den dazwischenliegenden Jahren an Panama übertragen. Trotz des geheimen Bündnisses zwischen Ronald Reagan und Manuel Noriega während des Contra-Krieges in Nicaragua verschlechterte sich das Verhältnis zwischen den USA und Panama zusehends gegen Ende der 1980er Jahre. Die USA planten ihre Militärpräsenz in Panama weiter auszubauen und übten Druck auf Noriega aus, dieser widersetzte sich, worauf die USA reagierten.
Im Sommer 1987 froren die USA die militärische als auch die wirtschaftliche Hilfe für Noriega ein. Noriega wurde im Februar 1988 in den USA wegen Drogenhandels, Geldwäsche und kriminellen Machenschaften, angeklagt. Damit verschärften sich die Spannungen weiter. Im April 1988 unterstellte Präsident Reagan Panama dem International Emergency Economic Powers Act und fror damit Konten des Panamaischen Regimes bei US-Banken ein, hielt Kanalgebühren zurück und untersagte US-Unternehmen und -Privatpersonen Zahlungen an das Noriega-Regime und schickte zusätzliche Militärtruppen nach Panama. Noriega wurde in amerikanischen Medien als Bedrohung der nationalen Sicherheit der USA bezeichnet und der neugewählte US-amerikanische Präsident George Bush sagte „wir wollen ihn (Noriega aus Panama) entfernen“.
Bei den Wahlen in Panama im Mai 1989 unterstützten die USA den Oppositionskandidaten Guillermo Endara mit mehr als Zehn Millionen Dollar. Die Wahlen ließ der Militärdiktator Noriega für ungültig erklären, als klar wurde, dass die ihn unterstützende Koalition verlieren würde. Es folgten Gewaltausbrüche in den Straßen Panamas, bei denen u. a. Oppositionskandidaten von Regimeschlägern auf offener Straße zusammengeschlagen wurden. Beide Seiten bezichtigten sich gegenseitig der Wahlfälschung. Kurt Muse, ein US-Amerikaner, wurde von den panamaischen Behörden aufgegriffen, nachdem er eine spezielle Senderkonstruktion aufgestellt hatte, mit der er das panamaische Radio und telefonisch durchgegebene Wahlergebnisse stören wollte. Am darauffolgenden Tag schickten die USA mehrere Tausend US-Soldaten nach Panama, um „amerikanische Leben zu schützen“.
Guillermo Endara wurde von den USA zum Sieger der Präsidentschaftswahl erklärt. Auf Veranlassung der USA fand ein Außenministertreffen der OAS statt, dieses wurde jedoch ohne Ergebnis beendet.

## US-Militärinvasion
Siehe auch: US-Invasion in Panama

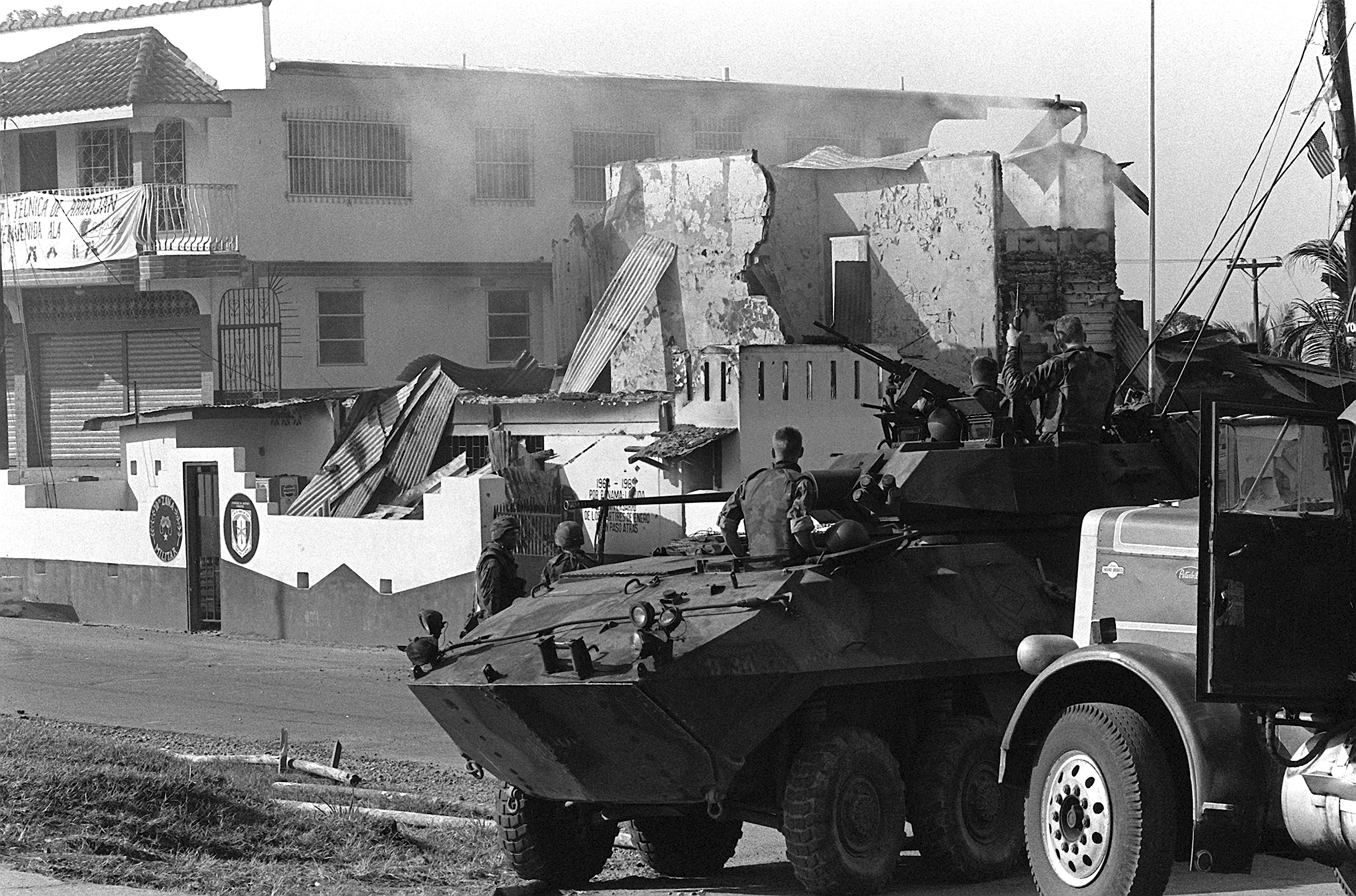
US-Operation Just Cause in Panama 1989

Die USA begannen nun, große Truppenteile auf den Militärbasen in der Kanalzone zusammenzuziehen. Panamaische Behörden behaupteten, dass die US-Truppen ihre Basen verließen und illegalerweise Fahrzeuge in Panama anhielten und durchsuchten. Während einer solchen Durchsuchung kam es zu einem Feuergefecht zwischen US-Marines und panamaischen Soldaten, bei denen ein US-Marine getötet wurde. Am 20. Dezember 1989 starteten die USA die Invasion. Die in die Operation Just Cause eingebundenen Truppen erreichten ihre primären Ziele in kurzer Zeit, und die ersten Truppenabzüge fanden bereits am 27. Dezember statt. Die USA waren durch einen jahrzehntealten Vertrag dazu verpflichtet, die Kontrolle über die Kanalzone am 1. Januar zu übergeben. Am Tag der Invasion wurde Endara auf einer US-Militärbasis als Präsident vereidigt.

## US-Militärpräsenz
Im Jahre 1911 wurden zum ersten Mal US-amerikanische Truppen in Panama stationiert. Ihre Mission waren Schutz und Begleitung der Bauarbeiten am Panamakanal, der 1914 eröffnet wurde. Zur Zeit des Zweiten Weltkriegs waren bis zu 65.000 Soldaten auf den 14 panamaischen Basen in Panama stationiert. Nach der Gründung der amerikanischen Gebietskommandos 1947 wurde das Südkommando in Panama stationiert. Neben der Panama-Mission dirigierte es auch amerikanische Invasionen auf Grenada und Haiti.
Der komplette Panamakanal, das Gebiet um den Kanal herum und die verbleibenden US-Militärbasen wurden am 31. Dezember 1999 an Panama übertragen. Nachdem im Juni 1997 noch Kampfflugzeuge auf der Howard Air Force Base in Panama gestartet und gelandet waren, betrug die Präsenz der USA ein halbes Jahr vor dem Abzug noch 1000 Mann. Trotz aller Verbundenheit zu den USA zeigte sich der damalige Präsident Ernesto Pérez Balladares erleichtert über den Abzug der US-Truppen:

„The U.S. presence in Panama, particularly in the last 20 to 25 years, has had very little to do with the canal[…]and more to do with the security interests in the region.“

zu deutsch „Die Präsenz der USA in Panama hatte vor allem in den letzten 20 bis 25 Jahren sehr wenig mit dem Kanal zu tun, sondern mehr mit ihren Sicherheitsinteressen in der Region.“

## Panama nach dem Noriega-Regime
Am Morgen des 20. Dezember 1989, wenige Stunden nach Beginn der Invasion, wurde der vermutete Sieger der Präsidentschaftswahl vom Mai 1989, Guillermo Endara, als Präsident Panamas auf einer US-Militärbasis in der Kanalzone vereidigt. Unterdessen erklärte das Wahltribunal Panamas die Annullierung der Wahl durch das Noriega-Regime für ungültig und bestätigte den Sieg der Oppositionskandidaten unter Führung von Präsident Endara und den Vizepräsidenten Guillermo Ford und Ricardo Arias Calderón.
Präsident Endara übernahm das Amt als Kopf einer Vier-Parteien-Minderheitsregierung und versprach, den Wirtschaftsaufschwung in Panama zu forcieren, das Militär in eine zivil geführte Polizei zu überführen, sowie die Stärkung demokratischer Institutionen. Während seiner fünfjährigen Amtszeit scheiterte die Endara-Regierung an den hohen Erwartungen des Volkes. Seine neue Polizei war eine herausragende Verbesserung im Vergleich zu seinem Vorgänger, war allerdings überhaupt nicht in der Lage, die Kriminalität wirksam zu bekämpfen. Im Jahre 1992 hätte Endara, gemäß einer Umfrage, im Falle einer Wahl 2,4 % der Stimmen erhalten. Am 1. September 1994 wurde Ernesto Pérez Balladares nach einer international beobachteten Wahl als Präsident vereidigt.
Pérez Balladares war Kandidat einer Drei-Parteien-Koalition unter der Führung der Demokratischen Revolutionären Partei (PRD), der ehemalige politische Arm der Militärdiktaturen während der Torrijos- und Noriega-Regime. Als langzeitiges Mitglied der PRD arbeitete er während des Wahlkampfs geschickt, um das Bild der Partei in der Öffentlichkeit zu rehabilitieren, indem er Ursprünge der Partei beim Populisten Torrijos hervorhob, anstelle der Verbindung mit Noriega. Er gewann die Wahl mit 33 % der Stimmen, weil die größten Nicht-PRD-Kräfte sich auf keinen gemeinsamen Kandidaten einigen konnten und so untereinander konkurrierten. Unter seiner Leitung wurden Wirtschaftsreformen angestoßen und er arbeitete häufig eng mit den USA in den Kanalfragen zusammen.
Am 2. Mai 1999 besiegte Mireya Moscoso, die Witwe des früheren Präsidenten Arnulfo Arias, den PRD-Kandidaten Martín Torrijos, den Sohn des früheren Diktators. Die Wahlen wurden als frei und gerecht bezeichnet. Moscoso übernahm das Amt am 1. September 1999.
Während ihrer Amtszeit, stärkte Moscoso die Sozialprogramme, insbesondere für Kinder- und Jugendfürsorge sowie die allgemeine Wohlfahrt. Auch Bildungsprogramme wurden in den Vordergrund gestellt. In letzter Zeit richtete Moscoso den Fokus auf bi- und multilaterale Freihandelsabkommen innerhalb der territorialen panamaischen Umgebung. Unter der Leitung Moscosos wurde auch der Transfer des Kanals erfolgreich in Angriff genommen.
Die Anti-Drogen-Politik Panamas ist, verglichen mit früheren Zeiten, sehr erfolgreich. Die panamaische Regierung hat die Geldwäschegesetzgebung erweitert und mit den USA mehrere Abkommen zur Drogenbekämpfung abgeschlossen (so z. B. das Counternarcotics Maritime Agreement und ein sog. Stolen Vehicle Agreement). Auch im Bereich der Wirtschaftsinvestitionen war die Moscoso-Regierung erfolgreich und stärkte den Schutz geistigen Eigentums und hat auch in diesem Bereich einigen Vereinbarungen mit den USA zugestimmt. Außerdem war die Moscoso-Regierung „strikt auf Linie“ mit den USA im Kampf gegen den Terrorismus.
2004 trat Martín Torrijos erneut bei den Präsidentschaftswahlen an und gewann diesmal auch, nachdem die Zustimmung des Volks zur Moscoso-Regierung, nach einigen Korruptionsaffären, auf nur noch 15 % gefallen war. Er regierte bis 2009. Nach den Wahlen 2009 übernahm der mit etwas mehr als 60 % der Stimmen gewählte Unternehmer Ricardo Martinelli die Regierungsgeschäfte. Dieser wurde 2015 wegen illegaler Abhöraktionen gegen Oppositionelle angeklagt. Auf Martinelli folgte Juan Carlos Varela als Staatspräsident. Dieser war zuvor Vizepräsident und Außenminister Panamas unter Martinelli gewesen, war jedoch bereits 2011 von Martinelli zum Rücktritt vom Amt des Außenministers gedrängt worden. Im Jahr 2016 geriet das Land durch die Veröffentlichung der so genannten Panama Papers in die Schlagzeilen und erhielt den Ruf, internationale Geldwäsche und Steuervermeidung zu befördern. Bei den Wahlen 2019 durfte Varela nicht erneut kandidieren. Es setzte sich Laurentino Cortizo mit 33 % der Stimmen durch, der angab, sich vor allem um eine Eindämmung der Korruption bemühen zu wollen.